# Jodis
Jodis là một chi bướm đêm thuộc họ Geometridae.

## Các loài
- Jodis accumulata
- Jodis aeruginaria
- Jodis albipuncta Warren, 1898
- Jodis alliata
- Jodis amamiensis Inoue, 1982
- Jodis angulata
- Jodis api Holloway, 1996
- Jodis approximata
- Jodis argentilineata (Wileman, 1916)
- Jodis argutaria (Walker, 1866)
- Jodis coeruleata Warren, 1896
- Jodis colpostrophia Prout, 1917
- Jodis concolor
- Jodis ctila Prout, 1926
- Jodis decolorata
- Jodis delicatula Warren, 1896
- Jodis dentifascia Warren, 1897
- Jodis fulgurata (Debauche, 1941)
- Jodis inumbrata Warren, 1896
- Jodis iridescens
- Jodis irregularis (Warren, 1894)
- Jodis kojii Yazaki, 1995
- Jodis lactea
- Jodis lactearia (Linnaeus, 1758)
- Jodis lara Prout, 1926
- Jodis mediofasciata
- Jodis micantaria
- Jodis micra
- Jodis nanda (Walker, 1861)
- Jodis nepalica Inoue, 1987
- Jodis nitida Lucas, 1892
- Jodis niveovenata Oberthur, 1916
- Jodis norbertaria
- Jodis orientalis Wehrli, 1923 (= Jodis angulata Inoue, 1961)
- Jodis pallescens (Hampson, 1891)
- Jodis placida Inoue, 1986
- Jodis praerupta (Butler, 1878)
- Jodis putata (Linnaeus, 1758)
- Jodis putataria
- Jodis putatoria
- Jodis rantaizanensis (Wileman, 1916)
- Jodis rectisecta Herbulot, 1985
- Jodis rhabdota Prout, 1917
- Jodis semipectinata
- Jodis sinuosaria
- Jodis spumifera Warren, 1898
- Jodis steroparia
- Jodis subtractata (Walker, 1863)
- Jodis tibetana Chu, 1982
- Jodis undularia (Hampson, 1891)
- Jodis urosticta Prout, 1930
- Jodis vernaria
- Jodis vicaria (Herbulot, 1985)
- Jodis xynia Prout, 1917

## Hình ảnh

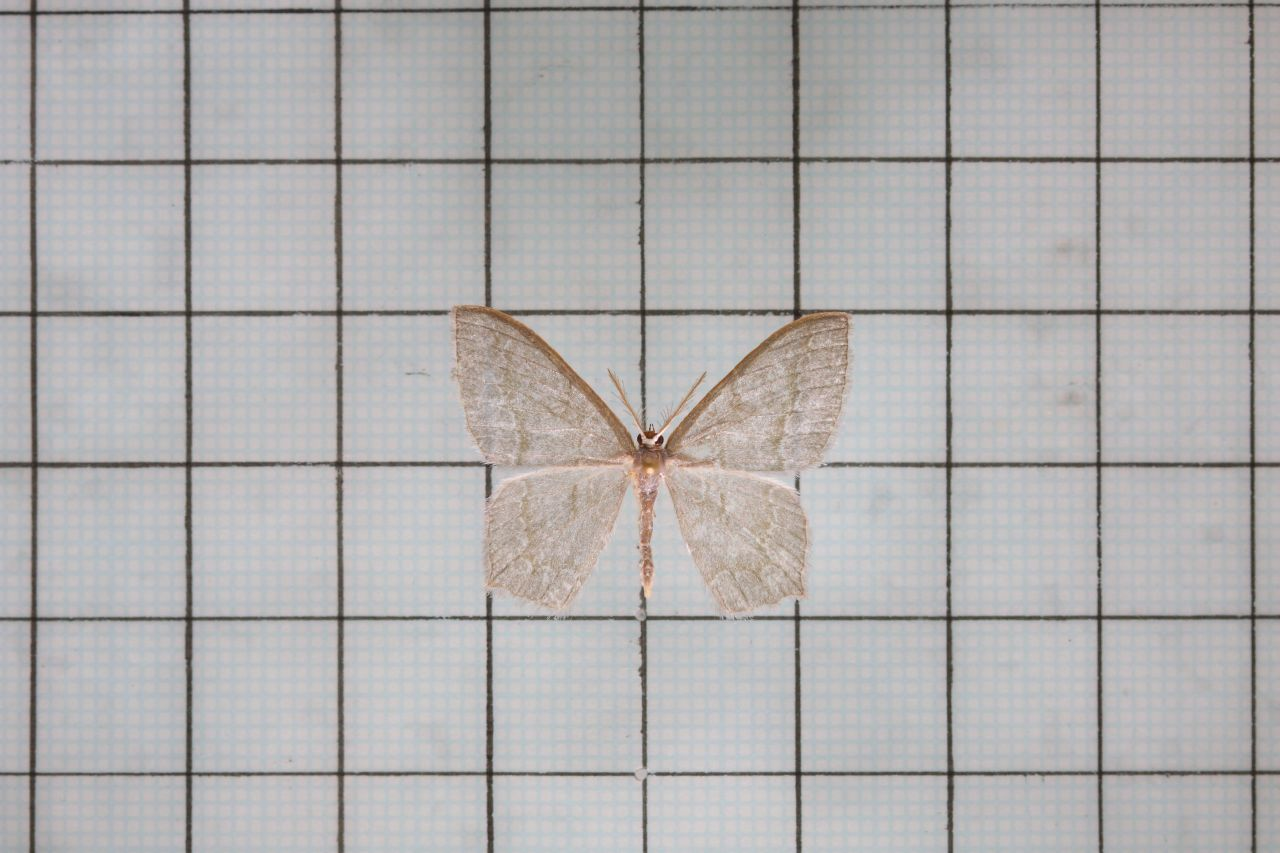
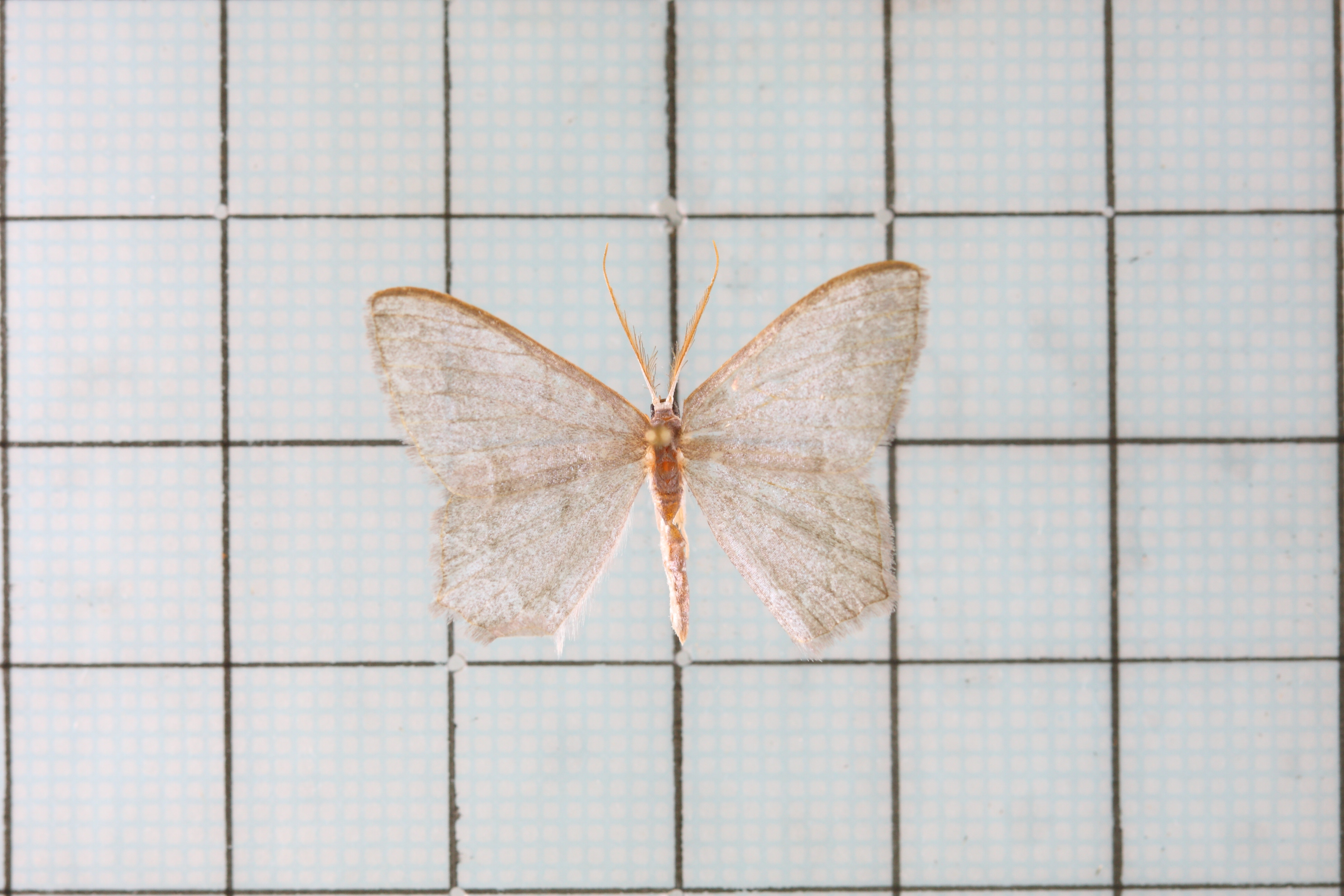